# Birgit Bessin
Birgit Irene Bessin (nascida a 26 de Março de 1978) é uma política alemã que serve como membro do Landtag de Brandemburgo desde 2014. Na eleição federal de 2025, foi eleita membro do Bundestag.